# Utetes trichomaticus
Utetes trichomaticus är en stekelart som först beskrevs av Fischer 1973.  Utetes trichomaticus ingår i släktet Utetes och familjen bracksteklar. Inga underarter finns listade i Catalogue of Life.